# Partido de los Trabajadores de España-Unidad Comunista
El Partido de los Trabajadores de España-Unidad Comunista (PTE-UC) fue una coalición electoral española de ideología eurocomunista auspiciada por Santiago Carrillo y sus seguidores tras su separación del Partido Comunista de España en octubre de 1985. 
Inicialmente Carrillo inscribió a su formación con el nombre de Partido Comunista de España (Marxista-Revolucionario), para más tarde pasar a llamarlo, al margen del registro, Partido de los Trabajadores de España-Unidad Comunista (PTE-UC). Por tanto, no debe confundirse con el Partido del Trabajo de España (PTE), partido político maoísta con gran implantación durante los años 1970 ni tampoco con el Partido de los Trabajadores de España (PTE-ORT), fruto de la unificación de este con la ORT y cuya actividad cesó en 1980. Ni tampoco con la coalición electoral de ese año llamada Unidad Comunista (UC).

## Trayectoria
El 20 de octubre de 1985 celebró su primera Asamblea Nacional, a la que asistieron 1700 delegados. Se presentó a las elecciones generales de junio de 1986 bajo la denominación de Mesa para la Unidad de los Comunistas, obteniendo 229.695 votos (el 1,1%).
En las elecciones municipales de 1987 la coalición PTE-UC obtuvo 185.104 votos y 179 concejales, principalmente en Andalucía (104), en concreto en las provincias de Granada (59) y Sevilla (20). En Valencia y Madrid obtuvo 19 y 11 concejales respectivamente, con un 2% de los votos. Otros porcentajes significativos los obtuvo en Castellón y Valladolid, con cerca de un 3% de los votos. En Vall de Uxó fue la fuerza más votada, ganando la alcaldía. En la Diputación Provincial de Granada eligió asimismo, con el 5% de los votos, un diputado.
Ese mismo año el PCE(M-R) celebró su Congreso Constituyente, en el que 841 delegados eligieron por unanimidad a Santiago Carrillo como presidente y a Adolfo Piñedo como secretario general, así como a un Comité Central formado por 57 miembros.
Carrillo se presentó a las elecciones al Parlamento Europeo de 1987, pero no logró su objetivo ya que sus 222.680 votos (el 1,1%) no le permitieron conseguir representación.
Tras fracasar estrepitosamente en las elecciones generales de 1989 (en las que apenas consiguió 86.257 votos) el PTE-UC decidió integrarse en el Partido Socialista Obrero Español (PSOE) el 27 de octubre de 1991 como corriente de opinión, bajo la denominación de Unidad de la Izquierda. El PCE (M-R) se incorporó al PSOE con 8000 militantes. Su presidente, Santiago Carrillo, optó por retirarse de la política.
Además de Carrillo, otros dirigentes destacados del PTE-UC fueron Julián Ariza, Adolfo Piñedo, Tomás Tueros o Antonio Rodrigo Torrijos.
En 1991 se disolvió y la mayoría de los afiliados que quedaban se integraron en el PSOE.

## Resultados electorales
| Elecciones y fecha                       | Votos   | %    | Concejales |
| ---------------------------------------- | ------- | ---- | ---------- |
| Elecciones generales de España de 1986   | 229.695 | 1,14 | -          |
| Elecciones al Parlamento Europeo de 1987 | 222.680 | 1,16 | -          |
| Elecciones municipales españolas de 1987 | 185.104 | 0,95 | 179        |
| Elecciones al Parlamento Europeo de 1989 | 197.095 | 1,24 | -          |
| Elecciones generales de España de 1989   | 86.257  | 0,42 | -          |